# Samothraki

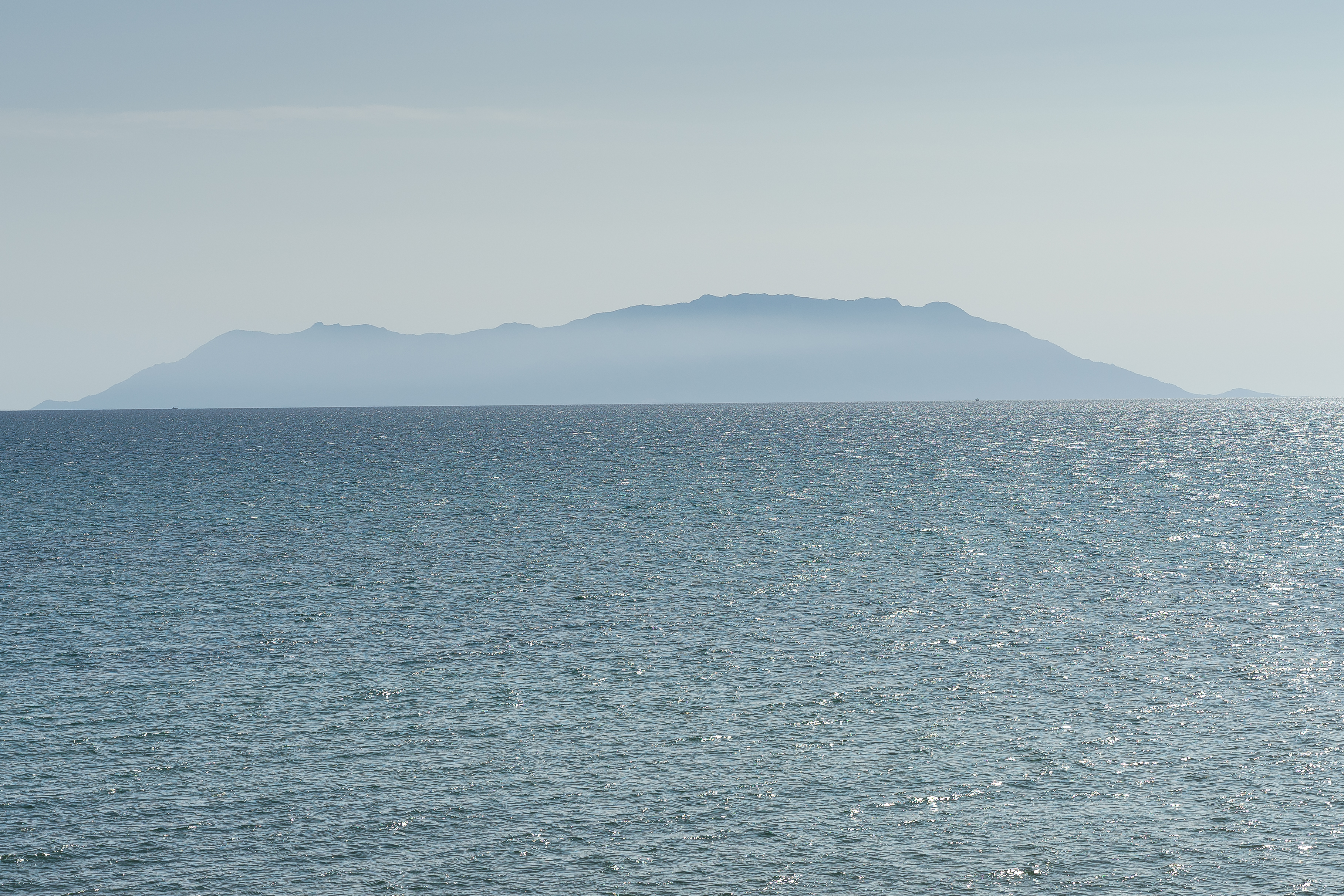
Samothraki (von NNO)

Samothraki (Aussprache [samɔˈθrakʲi]; altgriechisch Σαμοθρᾴκη Samothrákē, ionisch Σαμοθρηΐκη Samothrēíkē, neugriechisch Σαμοθράκη (f. sg.) ‚thrakisches Samos‘, türkisch Semadirek) ist eine gebirgige und wasserreiche griechische Insel in der nördlichen Ägäis. Geographisch und historisch zählt die etwa 180 Quadratkilometer große Insel zur Region Thrakien, politisch gehört sie als Gemeinde (dimos) zum Regionalbezirk Evros der Region Ostmakedonien und Thrakien. Nach der Volkszählung 2011 hat die Insel 2859 Einwohner. Der Hauptort ist Samothraki, umgangssprachlich auch Chora, der Fährhafen ist in Kamariotissa.
Seit etwa 6000 v. Chr. ist Samothraki besiedelt. Von ca. 2600 v. Chr. bis 400 n. Chr. war die Insel überregional bedeutend. Das „Heiligtum der Großen Götter“ widmete sich dem Kabiren-Kult. Von ihrer bedeutenden Rolle im Seehandel von byzantinischer bis in die osmanische Zeit zeugen die Überreste von Türmen und Festungen. Samothraki wurde 1912 Teil des modernen griechischen Staates.
Die Insel ist bekannt als Fundort der Nike von Samothrake, einer berühmten Skulptur der griechischen Siegesgöttin.

## Geographie

### Lage

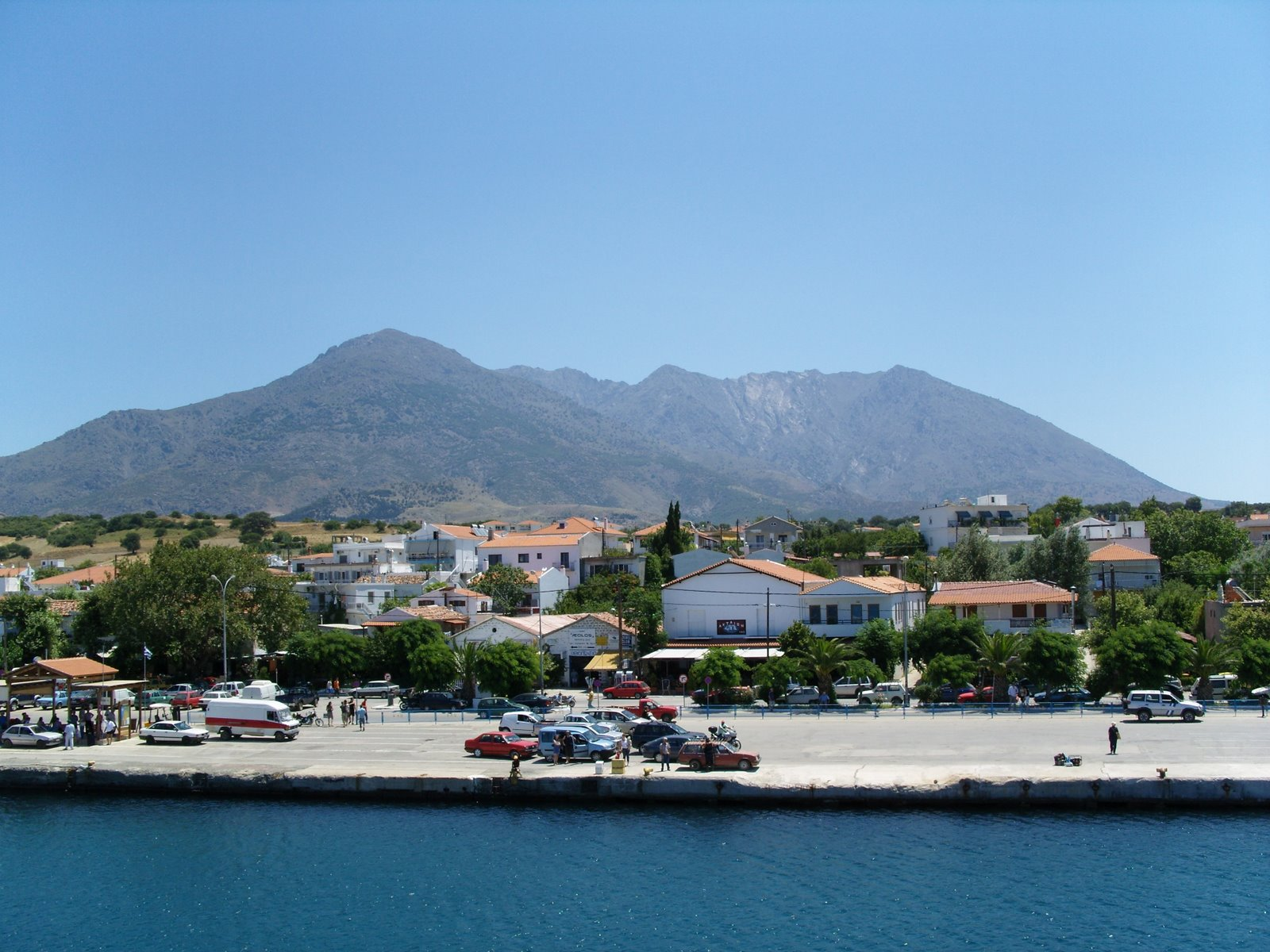
Samothraki – Blick auf das Fengari-Massiv, Juli 2007

Die 180,364 Quadratkilometer große Insel Samothraki liegt vor der Bucht von Saros im Thrakischen Meer in der nordöstlichen Ägäis. Die kürzeste Entfernung zum Festland südlich des Evros-Deltas beträgt 36 Kilometer nordöstlich sowie 45 Kilometer östlich zum Kap Suvla auf der Halbinsel Gallipoli und zur Stadt Alexandroupoli etwa 43 Kilometer nördlich. Nächstgelegene Inseln sind im Süden Gökçeada 25 Kilometer und Limnos 54 Kilometer entfernt.
Auf der Längsachse in West-Ost-Ausrichtung erreicht Samothraki ihre maximale Ausdehnung von über 22 Kilometer. Die breiteste Stelle in der Inselmitte beträgt etwa 12 Kilometer. Das Massiv des Fengari (Φεγγάρι Όρος) im Inselzentrum prägt die Topographie. Der Hauptgrat ist von Nordnordwest nach Südsüdost ausgerichtet. Der höchste Gipfel Marmara (Μαρµαρά) erreicht 1611 Meter. Nachbargipfel sind die Louloudi (Λουλούδι; 1475 Meter) südöstlich und der Agios Georgios (Άγιος Γεώργιος; 1455 Meter) nordwestlich. Auf dem nach Südwest ausgerichteten Nebengrat liegt der Ai-Lias (Αϊ-Λιας; 1403 Meter). Im Osten liegt in 11 km Entfernung die unbewohnte Insel Zourafa, die einen Leuchtturm trägt.
Im Gegensatz zu den steilen und zerklüfteten Bergen im Inselinnern ist der Küstenverlauf Samothrakis größtenteils flach. Lediglich die Südostküste beim Kap Kipos (Ακρωτήρι Κήπος), wo das Fengari-Massiv bis nahe ans Meer reicht, ist von steil aufragenden, schwer zugänglichen Klippen geprägt. Ansonsten besteht der Uferstreifen auf fast der gesamten Länge aus Kieselstränden und aus den Sandstränden Pachia Ammos (Παχιά Άμμος) und Vatos (Βάτος) an der Südküste.

## Mythologie

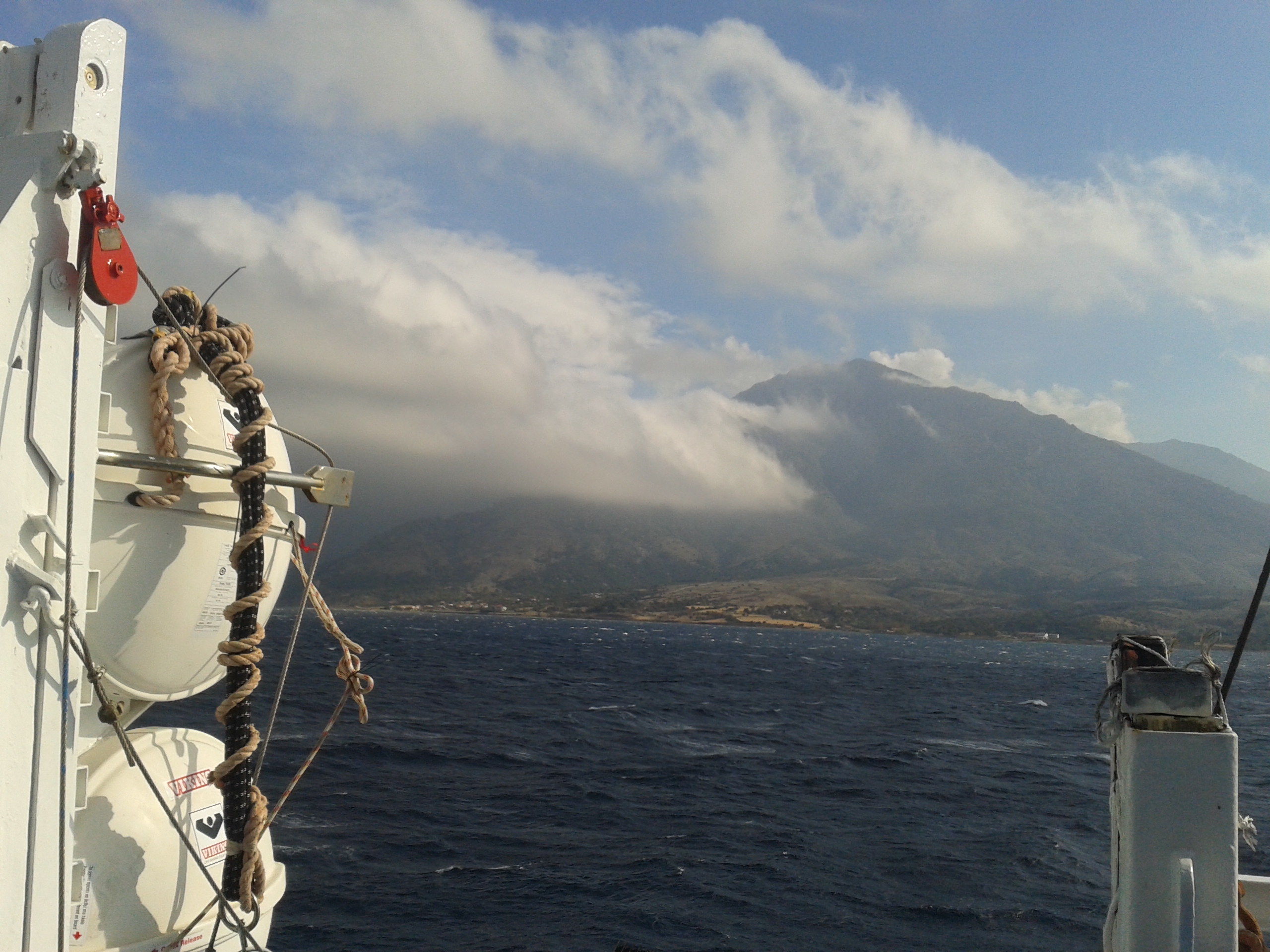
Blick auf Mondberg und Kultstätte der Großen Götter

Vom Berg Fengari (griechisch Φεγγάρι ‚Mond‘, auch Saos genannt) aus soll der griechische Meeresgott Poseidon laut Homer die Schlacht um Troja beobachtet haben (vgl. Ilias); tatsächlich kann man vom Gipfel aus bei guter Sicht bis weit nach Kleinasien hinein sehen.
Die Argonauten kamen auf ihrem sagenhaften Zug zum Goldenen Vlies am Kaukasus an Samothrake vorbei.

„Als der Abendstern sich senkte, da landeten sie auf des Orestes Rat an Elektras Insel, der Atlastochter,
damit sie dort in milder Weihe geheime Gesetze erführen und dann rettungsgewiss die schaurige Meeresflut durchkreuzten.“

## Geschichte

### Frühzeit
Aufgrund ihrer Lage spielte die Insel eine bedeutende Rolle auf den Seewegen zwischen Europa und Asien sowie zwischen Thrakien und den Inseln der Ägäis. Die früheste Besiedelung Samothrakis datiert ins Spätneolithikum. Die erste Ansiedlung um 5.000 v. Chr. lag auf einem Hügel westlich einer damals existierenden Lagune. Die Siedlungsfläche der Toumba von Mikro Vouni an der Südwestküste betrug etwa einen Hektar. Neun Siedlungsphasen konnten nachgewiesen werden. Nach Mikro Vouni III (SN) wird eine Lücke der Siedlungsaktivität vermutet, die in der Frühbronzezeit um 2800 bis 2500 v. Chr. mit Mikro Vouni IV wieder einsetzte und bis zur Mittleren Bronzezeit fortdauerte. Die jüngste Siedlungsphase stellt gleichzeitig die Blütezeit dar. Bemerkenswert für die Nordägäis sind die Funde von Tonsiegeln die nach MM II einzuordnen sind.

### Antike
Das antike Samothráke liegt seit alters an einem für Nautik und Fernhandel bedeutenden Punkt: Da eine ständige Meeresströmung aus den Dardanellen in die Ägäis läuft, sammelten sich hier die Segelschiffe, um einen günstigen Wind für die Durchfahrt ins Schwarze Meer abzuwarten. Dadurch waren sie eine leichte Beute für Piraten.
Samothrake gehörte zu Thrakien und soll nach Herodot von den sagenhaften Pelasgern, nach anderen Quellen durch Dardanos mit Arkadiern und Troern kolonisiert worden sein. Beide Angaben sind legendarisch. Historisch gesichert ist eine Kolonisierung durch Aioler aus Lesbos um 700 v. Chr., die auf Samothrake einen griechischen Stadtstaat (Polis) gründeten. Sie trafen dabei auf den thrakischen Stamm der Kabeiroi, der dort auch weiterhin siedelte und nur langsam gräzisiert wurde: Noch aus der Zeit des Hellenismus gibt es mehrere Hundert thrakische Inschriften von der Insel.
In der Schlacht bei Salamis (480 v. Chr., zweiter Perserkrieg) kämpften die Bewohner von Samothrake wie die meisten Thraker auf Seiten der Perser, danach wurden sie (tributpflichtige) Bundesgenossen der siegreichen Athener, bis zu deren Niederlage im Peloponnesischen Krieg gegen Sparta.
Nach der Eroberung des Perserreiches durch Alexander den Großen, im Hellenismus, war Samothrake ein bedeutendes Heiligtum für die (die Seefahrt beschützenden) Dioskuren, das von den (daran geostrategisch interessierten) ägyptischen Pharaonen aus dem Haus der Ptolemaier reich ausgestattet wurde; es war also auch zugleich ein bedeutender Handelsplatz (vgl. Delos). Mit dem Ende der Diadochen-Reiche geriet die Insel unter römische Herrschaft. Im ersten vorchristlichen Jahrhundert, nach den marianischen Bürgerkriegen, wurde der an Weihgeschenken reiche Tempelbezirk von Seeräubern geplündert.
In der Apostelgeschichte (Apg 16,11) wird Samothraki namentlich erwähnt: „Wir fuhren von Troas auf dem kürzesten Weg zur Insel Samothrake, und am zweiten Tag erreichten wir Neapolis“.

### Mittelalter und Neuzeit
Samothraki stand nach dem Untergang des Römischen Reiches unter byzantinischer, venezianischer und genuesischer Herrschaft. Ab 1457 gehörte die Insel zum Osmanischen Reich und bis zum Anfang des 20. Jahrhunderts zum Wilajet Dschesair, der türkische Name der Insel ist Semadirek. Infolge der Balkankriege fiel Samothraki 1912 an Griechenland, und stand 1941 bis 1945 unter bulgarischer Oberhoheit.
Gemäß dem Vertrag von Lausanne und dem Vertrag von Montreux ist die Insel demilitarisiert.
Die Suche nach Einkommen und eine bessere Zukunft führte ab den 1960er Jahren viele Menschen nach Stuttgart, wo eine große Auslandsgemeinde existiert. Zum Verwandtenbesuch während der Sommermonate und zur Ausübung des Wahlrechts kehren sie oft auf die Insel zurück. Aufgrund der Migration sprechen viele Menschen deutsch und haben im Gegensatz zu den griechischen Traditionen ein ökologisches Bewusstsein entwickelt.

## Archäologie

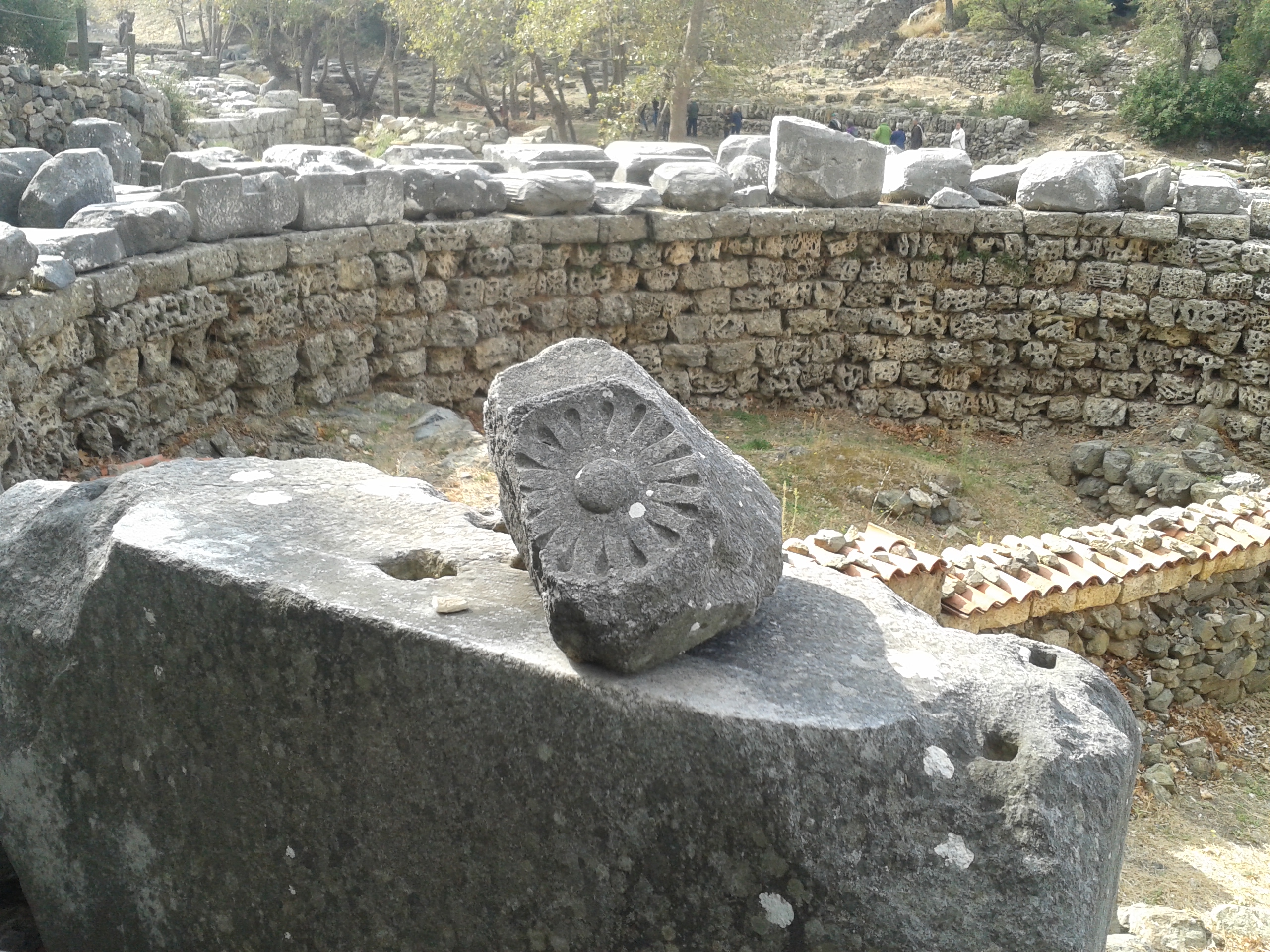
Arsinoeion (großer Rundbau) in der Kultstätte der Großen Götter

Berühmtheit erlangte Samothraki durch seinen Mysterienkult und das Mysterienheiligtum der Großen Götter, den Kabiren (Kabeiroi), welcher in die ältesten Zeiten zurückreicht und dem eleusinischen an Ansehen gleichstand. Verehrt wurden im Heiligtum der Großen Götter (Kabirenheiligtum) neben den Kabiren selbst auch die thrakische Muttergottheit Axieros als Herrin der Natur, die Unterweltgottheiten Axiersos und Axiersa sowie der Vegetationsgott Kadmilos.

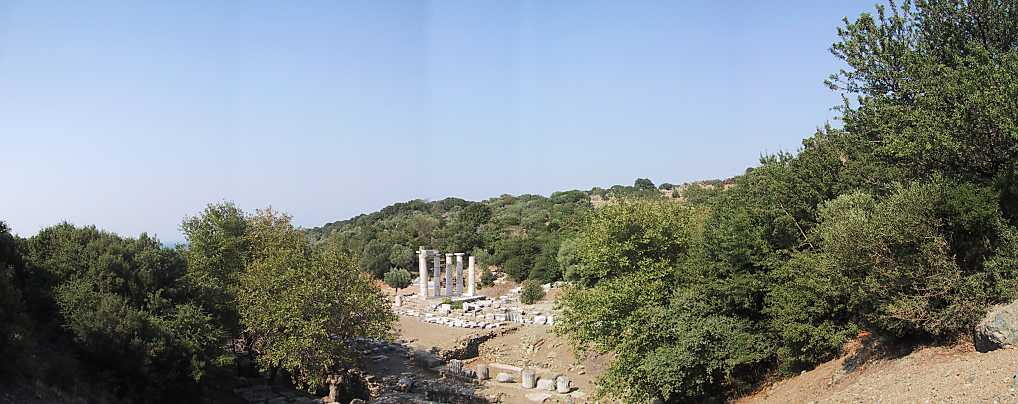
Panoramablick auf das Hieron im Kabirenheiligtum in Samothraki, August 2001

Die alte Stadt Samothrake lag an der Nordküste; landeinwärts davon nach Süden (in typischer Fluchtlage vor Seeräubern) lag der spätere Hauptort Kastro. Die österreichischen Ausgrabungen von Alexander Conze 1873 und 1875 haben in der alten Stadt namentlich die Reste eines dorischen Marmortempels und eines Rundbaues aus dem 3. Jahrhundert v. Chr. sowie weitere Prachtbauten aufgedeckt. Der bedeutendste Fund war die 1863 durch Charles Champoiseau aufgefundene Skulptur der „Nike von Samothrake“ (um 190 v. Chr.). Das Original ist heute im Musée du Louvre in Paris ausgestellt, Abgüsse befinden sich im Lichthof des Hauptgebäudes der TU Berlin sowie im Lichthof des Hauptgebäudes der Universität Zürich. Architekturproben sind im Ephesos Museum in Wien zu sehen.
Die Nike von Samothrake, die Göttin des Sieges, war später oft das Vorbild für Nachbildungen der Nike und der römischen Victoria (zum Beispiel: Siegessäule und Brandenburger Tor in Berlin).

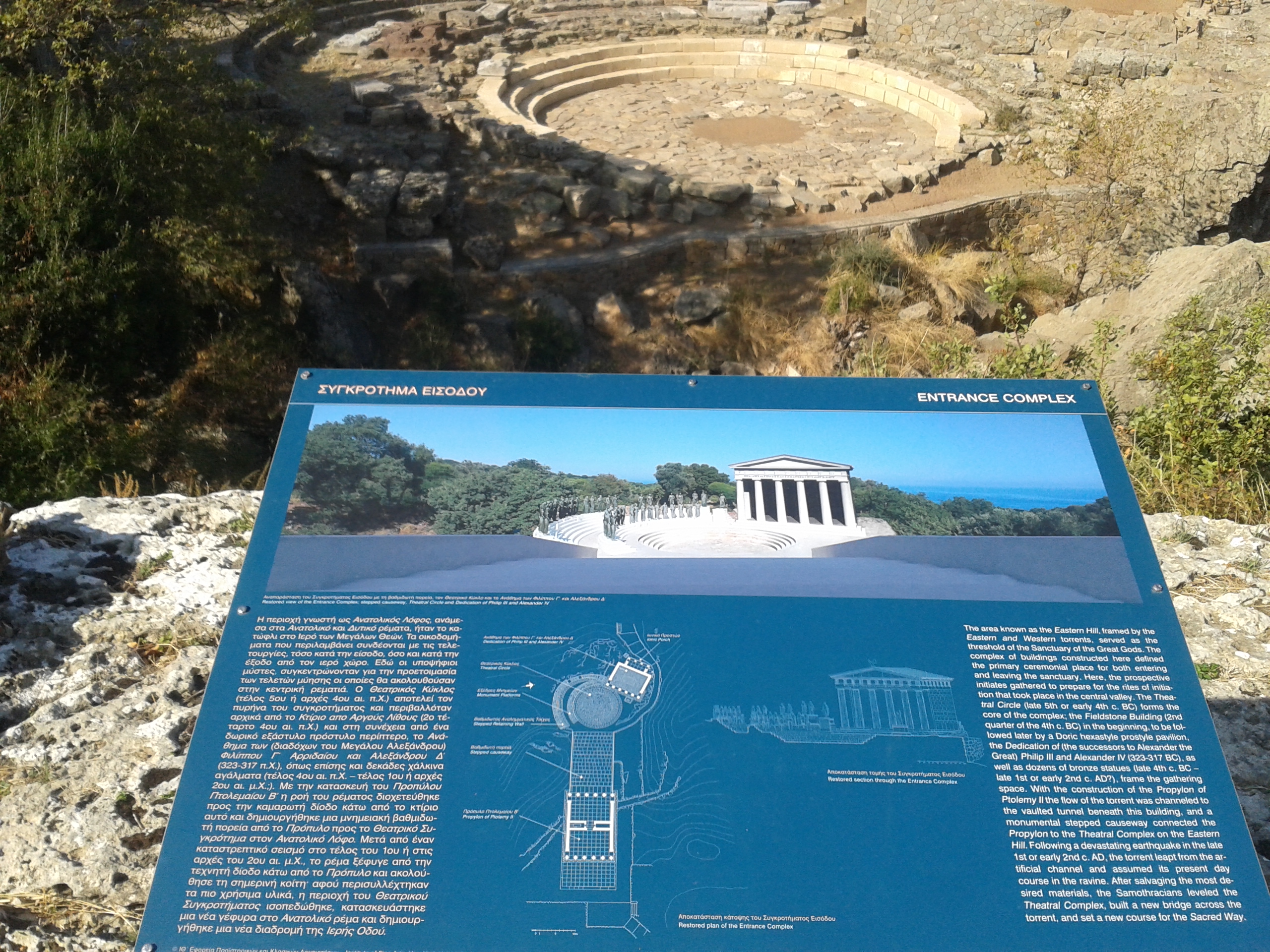
Empfangsbereich für den Kult der Großen Götter.

Im Umfeld des Kabirenheiligtums wurde das Anáktoron, das Arsinóeion, das Témenos, der Neue Tempel, die Halle der Weihgeschenke, das Propylon des Ptolemäos, die Stoa sowie das Theater und eine bedeutende Nekropole durch Archäologen freigelegt.
Funde vom Ausgrabungsgebiet sind im Museum von Palaiopolis in der Nähe des Heiligtums untergebracht; neben Vasen, Inschriften und Skulpturen findet sich dort auch eine Nachbildung der berühmten Nike.

## Gemeindegliederung
Nachdem Samothraki infolge der Balkankriege Griechenland zugesprochen worden war, bildete die Insel ab 1913 gemeinsam mit den Inseln Lesbos, Imvros, Limnos und Tenedos die Präfektur Mytilini (Νομός Μυτιλήνης). Sie war in zwei Landgemeinden gegliedert, Samothraki (Κοινότητα Σαμοθράκης Kinotita Samothrakis) und Xiropotamos (Κοινότητα Χηροποτάμου Kinotita Xiropotamou). Mit dem Anschluss von Teilen Thrakiens an Griechenland 1923 wurde Samothraki der Präfektur Evros (Νομός Έβρου) zugeschlagen und 1927 die beiden Landgemeinden zur Landgemeinde Samothraki zusammengeschlossen. 1986 erhielt die Insel Gemeindestatus (Δήμος Σαμοθράκης Dimos Samothrakis).
Einwohnerentwicklung von Samothraki
Nachdem die Bevölkerungszahl im Jahr 1951 einen Höchststand von über 4.200 Einwohnern erreicht hatte, führte eine Welle der Arbeitsmigration ab den 1960er Jahren zu einem ständigen Bevölkerungsrückgang.
| Name            | griechischer Name | 1913 | 1920  | 1928 | 1940  | 1951 | 1961  | 1971 | 1981 | 1991 | 2001 | 2011 |
| --------------- | ----------------- | ---- | ----- | ---- | ----- | ---- | ----- | ---- | ---- | ---- | ---- | ---- |
| Samothraki      | Σαμοθράκη         |      | 1749  | 2055 | 1679  | 1795 | 1555  | 1214 | 0941 | 0719 | 0677 | 0653 |
| Alonia          | Αλώνια            |      | 0397  | 0459 | 0666  | 0678 | 0690  | 0508 | 0423 | 0556 | 0215 | 0291 |
| Ano Karyotes    | Άνω Καρυώται      |      |       |      |       |      | 0002  | 0002 | 0003 | 0008 | 0015 | 0022 |
| Ano Meria       | Άνω Μεριά         |      |       |      |       | 0100 |       |      |      |      | 0058 | 0057 |
| Dafnes          | Δάφνες            |      |       |      |       |      |       | 0047 | 0015 | 0013 | 0011 | 0016 |
| Therma          | Θέρμα             |      |       |      |       |      | 0018  | 0013 | 0060 | 0067 | 0074 | 0106 |
| Isomata         | Ισώματα           |      |       |      | 0059  |      | 0015  |      |      |      |      |      |
| Kamariotissa    | Καμαριώτισσα      |      |       | 0149 | 0134  | 0176 | 0277  | 0336 | 0546 | 0826 | 0969 | 1069 |
| Kastelli        | Καστέλλι          |      |       |      |       |      |       | 0153 | 0080 | 0069 |      |      |
| Katsambas       | Κατσαμπάς         |      |       |      |       |      |       |      |      | 0011 | 0012 | 0015 |
| Kato Karyotes   | Κάτω Καρυώται     |      |       |      |       |      | 0006  | 0003 | 0008 | 0038 | 0037 | 0041 |
| Lakkoma         | Λάκκωμα           |      | 0269  | 0497 | 0435  | 0548 | 0448  | 0440 | 0423 | 0376 | 0329 | 0317 |
| Makrylies       | Μακρυλιές         |      | 0112  | 0094 | 0114  |      |       |      |      | 0018 | 0009 | 0012 |
| Mnimoria        | Μνημόρια          |      |       |      |       |      | 0014  | 0017 | 0035 | 0044 |      |      |
| Baxedes         | Μπαξέδες          |      |       |      |       |      |       |      |      |      | 0000 |      |
| Xiropotamos     | Ξηροπόταμος       |      | 0298  | 0331 | 0337  | 0452 | 0358  | 0178 | 0118 | 0076 | 0039 | 0029 |
| Paleopoli       | Παλαιόπολις       |      | 0027  | 0097 | 0106  | 0094 | 0013  | 0002 | 0005 | 0021 | 0025 | 0036 |
| Potamia         | Ποταμιά           |      |       |      |       |      |       |      |      |      | 0003 | 0006 |
| Profitis Ilias* | Προφήτης Ηλίας    |      | 0213  | 0184 | 0327  | 0415 | 0218  | 0207 | 0207 | 0183 | 0214 | 0189 |
| Remboutsadakia  | Ρεμπουτσάδακια    |      |       |      |       | 0111 | 0012  | 0012 | 0018 | 0054 |      |      |
| Gesamt          | Gesamt            | 3683 | 3190¹ | 3866 | 3993² | 4258 | 3830³ | 3012 | 2871 | 3083 | 2723 | 2859 |

* bis 1928 Kourmbeti (Κουρμπέτι)

¹ einschließlich Agios Georgios 76 Einwohner und Kontada 49 Einwohner

² einschließlich Achlambaria (Αχλαμπάρια) 25 Einwohner, Kitades

³ einschließlich Moni Samothrakis 4 Bewohner

## Natur

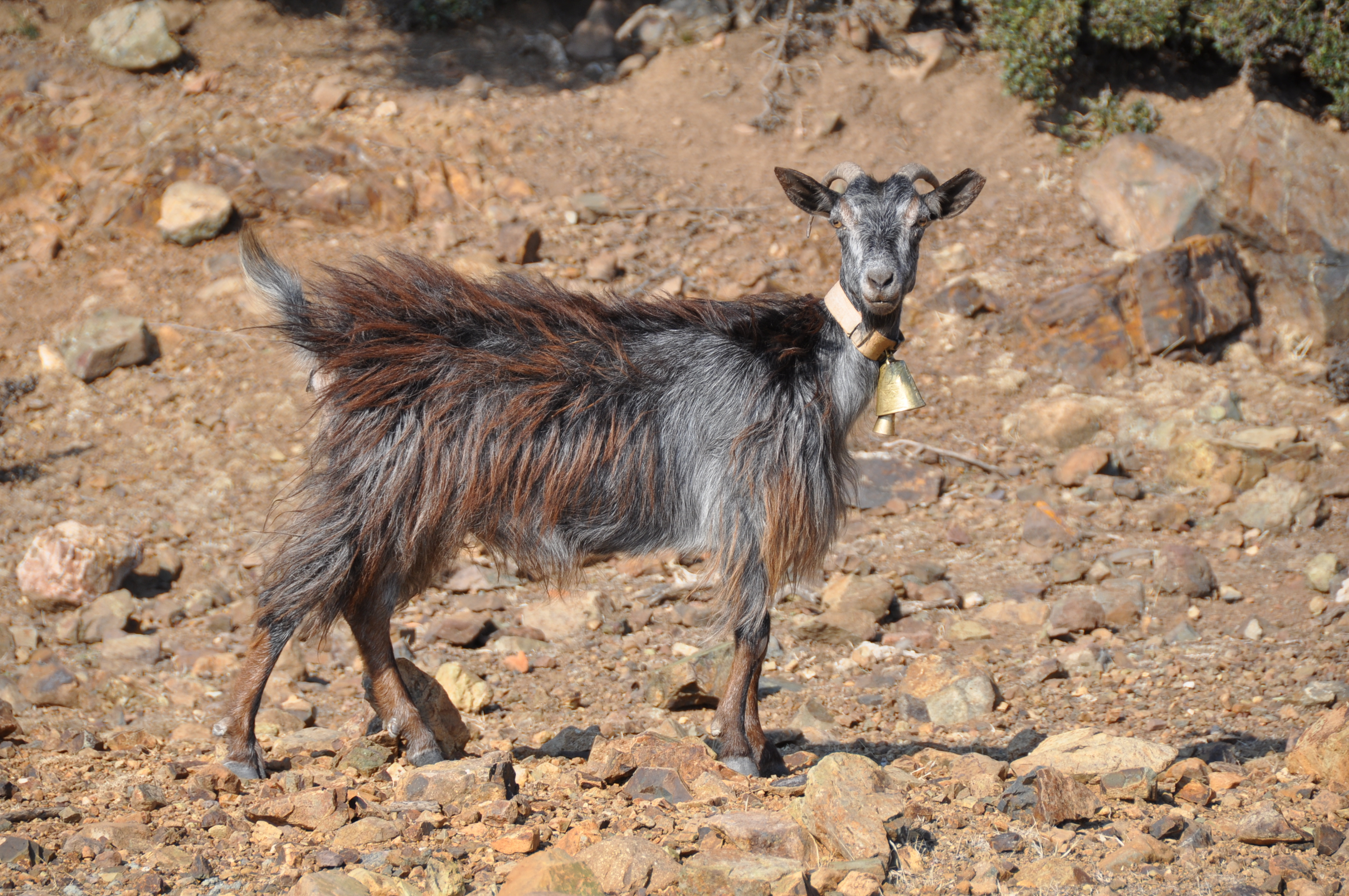
Ziege auf Samothraki

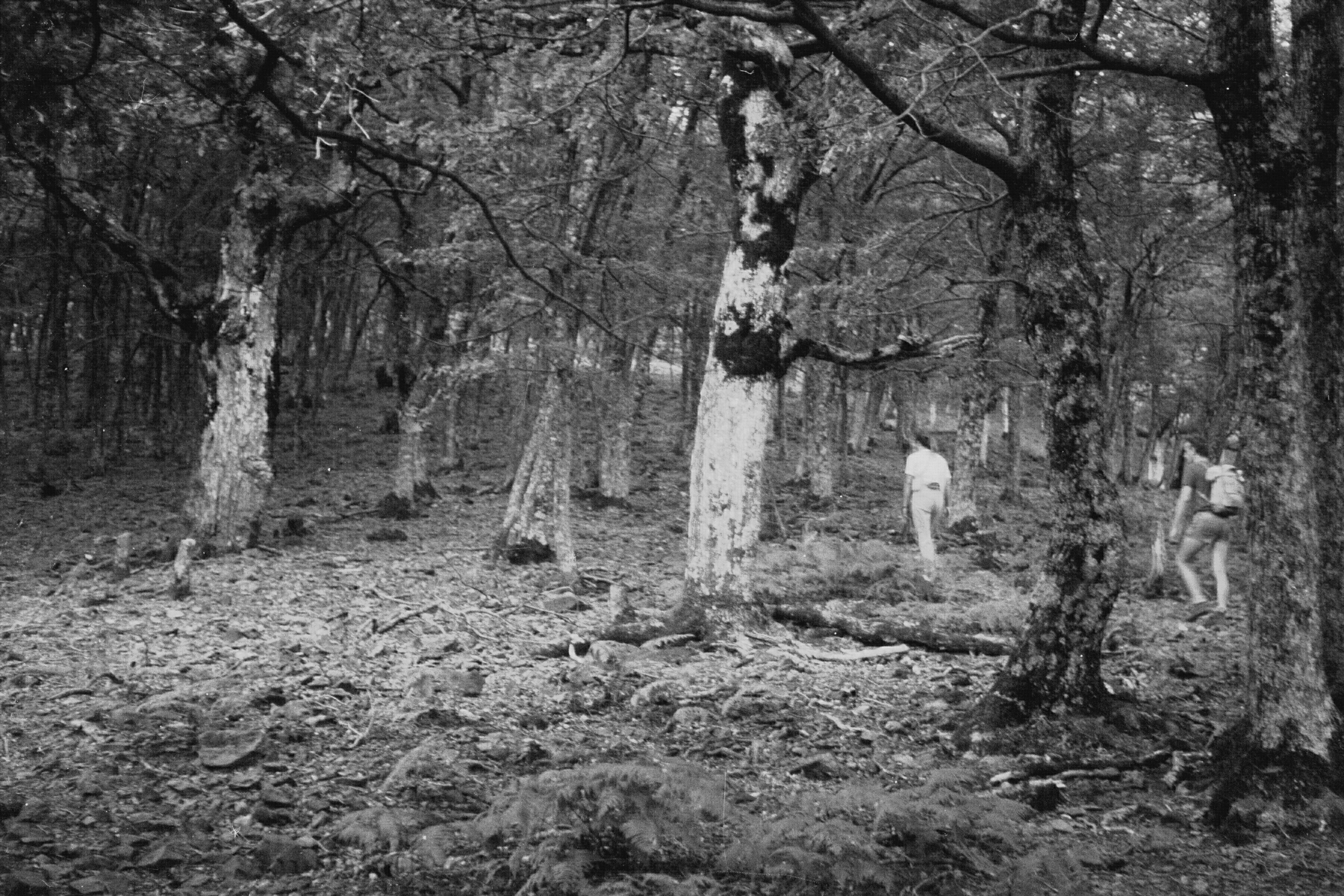
Flaumeichenwald im Norden (1982)

Durch die zentrale Lage und die Höhe des Fengari-Massivs haben sich auf den gegen Nordnordost und Südsüdwest gelegenen Seiten unterschiedliche Landschaftsbilder entwickelt. Während an der Nordseite Wälder mit alten Baumbeständen, Obstkulturen, dichtem Buschland und teilweise ganzjährig wasserführende Wildbäche dominieren, prägen die gegenüberliegende Seite Macchie, Ackerland und Olivenhaine das Bild.
Die Südostküste der Insel besteht aus bis zu 800 m hohen Felswänden und ist nicht durch Straßen erschlossen. Im Norden sind ab 800 m Höhe noch Flaumeichen-Wälder vorhanden (Quercus pubescens, zum Teil primär), im Süden sind Bestände der Zerreiche (Quercus cerris) zu finden. An den im Norden der Insel ganzjährig fließenden Bächen wächst die Morgenländische Platane (Platanus orientalis). Manche Exemplare weisen durch eine jahrhundertelange Schneitelung sehr eigenartige Wuchsformen auf. Angeblich sind noch Bestände der Ur-Haus-Ziege in der südöstlichen Bergregion vorhanden (Bezoar-Ziege).
Es werden sehr viele Ziegen halbwild gehalten, was vor allem wegen der Subventionen der EU für die Ziegenzucht zu einer enormen Überpopulation geführt hat. Ende des 20. Jahrhunderts lebten ca. 75.000 Ziegen auf der Insel. Mittlerweile ist die Zahl der Ziegen auf unter 50.000 gesunken, auch weil nur noch wenige Flächen übrig sind, auf denen sie weiden können. Weil die Ziegen auf vielen Hängen keine Vegetation mehr übrig gelassen hatten und sich die Vegetation auch nicht erholen konnte, wurde die Bodenerosion verstärkt und es gibt nichts, was Schlammlawinen aufhalten könnte. Es kommt daher zu Erdrutschen, wie sie die Insel 2017 erlitt, als Schlammströme viele Straßen und das Rathaus zerstörten.
Die Schneeglöckchenart Galanthus samothracicus kommt nur auf Samothraki vor.

## Nachhaltiger Tourismus
Im Jahr 2012 wurde Samothraki die Auszeichnung QualityCoast für besondere Anstrengungen in der nachhaltigen Entwicklung verliehen. Daher wurde Samothraki in den weltweiten Atlas für nachhaltigen Tourismus, DestiNet, aufgenommen.
Die Insel ist heute eine beliebte Urlaubsregion für Anhänger der modernen Hippiekultur.

## Geologie
Samothraki liegt auf der Eurasischen Platte in der Nordägäis an der südlichen Plattengrenze zur Anatolischen Platte. Die Oberfläche der Insel besteht im zentralen Bereich überwiegend aus magmatischen Gesteinen (Granit, Basalt), im Bereich der Küste aus Geröllen und jüngeren vulkanischen Gesteinen (Aschen).